# 처녀생식
처녀생식(Parthenogenesis,그리스어 처녀+창조), 단위생식 또는 단성생식은 남성에 의한 수정 없이 배아가 성장, 발달하는 것이다. 처녀생식은 자연계에서 몇몇 종에서 일어나는데 하등 식물, 무척추동물(물벼룩, 진딧물, 벌, 기생벌), 척추동물(몇몇 파충류, 물고기, 아주 드물게는 새, 상어)등이 있다. 따라서 자가수정(Autogamy, self-fertilization)은 이에 해당하지 않는다. 간혹 처녀생식을 뜻하는 용어중 단위생식은 자웅동체의 동물을 기술할 때 사용되기도 한다.

## 악어의 단성생식
코스타리카의 동물원에서 16년간 홀로 살았던 암컷 미국악어가 수컷 없이 여러 개의 알을 낳았다. 수정되지 않은 난자에서 배아가 발달하는 단성생식은 그동안 뱀, 도마뱀, 새 등에게 보고됐지만 악어의 사례는 처음이다.

## 앵무새의 단성생식
한국에서 앵무새의 단성생식이 보고되었다. 일반적인 단성생식의 경우 자식이 빨리 죽지만, 이 경우에는 5~6개월간 살아남았다.

## 같이 보기
- 처녀 잉태
- 무성생식
- 생식
- 미스테리가재
- 무수정생식

1. ↑  김지숙, 수컷 없이 출산한 악어…“공룡도 암컷 혼자 생식했을 가능성”, 한겨레신문
2. ↑  SBS TV동물농장x애니멀봐 공식 유튜브 채널입니다!,
, 유튜브